# Marjan Košuta
Marjan Košuta, slovenski gospodarstvenik, * 8. september 1934, Šempas, † 6. november 1985, Ljubljana.
Osnovno šolo je obiskoval v rojstnem kraju, gimnazijo pa v Šempetru pri Gorici in Novi Gorici, kjer je leta 1955 tudi maturiral. Študij je nadaljeval na ekonomski fakulteti v Ljubljani in 1960 diplomiral. Po odsluženju vojaškega roka je najprej služboval na skupščini občine Nova Gorica kot vodja oddelka za planiranje, analizo in statistiko. Od leta 1964 do smrti pa je bil direktor podjetja Vozila Gorica v Šempetru pri Gorici. Pod njegovim vodstvom se je z izdelavo specialnih tovornjakov podjetje uveljavilo v Jugoslaviji in tujini. Za uspehe v gospodarstvu je leta 1983 prejel Kraigherjevo nagrado.